# Fugglestone St Peter
Fugglestone St Peter är en ort i civil parish Wilton, i distriktet Wiltshire, i grevskapet Wiltshire, i England. Fugglestone St Peter var en civil parish fram till 1894 när blev den en del av Wilton och Bemerton. Civil parish hade 1 060 invånare år 1891.